# Пфуллінген
Пфуллінген (нім. Pfullingen) — місто в південно-західній Німеччині в землі Баден-Вюртемберг, район Тюбінген в міському підпорядкуванню Ройтлінгена, частково в Швабських Альпах, близько 4 км на південь від Ройтлінгена.